# Парламент Бретани

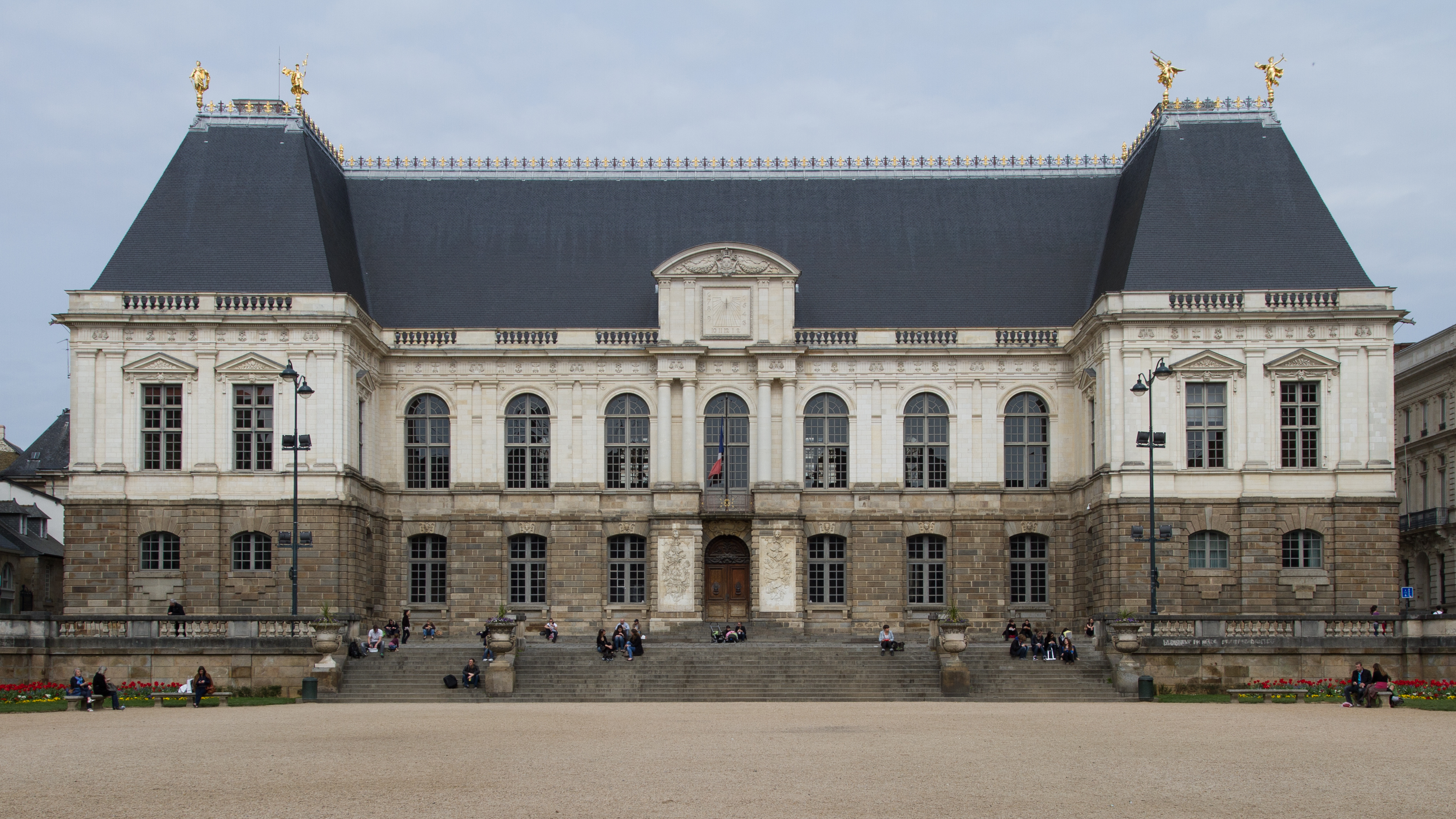
Парламент Бретани.

Парламент Бретани (фр. Parlement de Bretagne, брет. Breujoù Breizh) — высший судебный орган (как и другие парламенты французского Старого порядка) исторической провинции Бретань в 1485—1790 гг. В разные периоды истории заседал в Ванне, Нанте и (дольше всего) в Ренне. Его здание — Дворец парламента Бретани в Ренне, выстроенный в XVII веке — памятник архитектуры и один из символов города.

## История

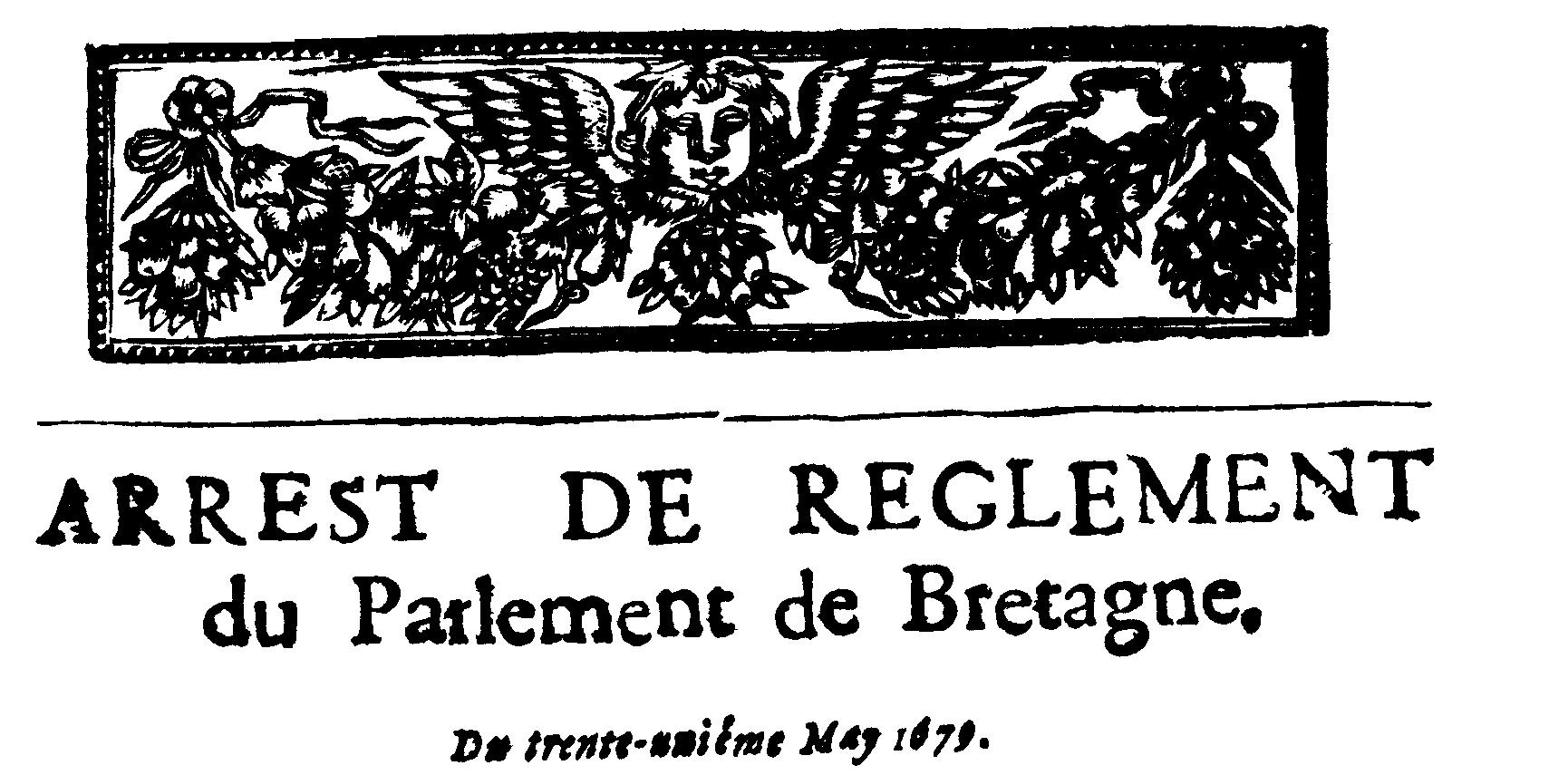
Заголовок решения парламента Бретани от 31 мая 1679 г. (период ваннского изгнания).

Основан Франциском II в 1485 году ещё в суверенном герцогстве Бретань. Заседал первоначально в Ванне. После юридического объединения Бретани с Францией в 1532 вновь учреждён уже как французский региональный орган внуком Анны Бретонской королём Франции Генрихом II эдиктом от марта 1554 года. Этот парламент первые семь лет заседал попеременно в Нанте (февраль-апрель) и Ренне (август-октябрь), затем (с 1561) только в Ренне, во дворце Кордельеров.
При Генрихе IV продолжительность сессий увеличилась, при парламенте было создано несколько комиссий. С 1655 парламент разместился в выстроенном специально для него дворце парламента Бретани. В 1675 Людовик XIV перенёс парламент в Ванн, чтобы наказать Ренн за Восстание гербовой бумаги, но в 1690 году вернул его. С 1724 парламент стал работать круглый год с небольшими каникулами. В 1771 году по предложению канцлера Мопу Людовик XV распустил парламент Бретани, но после смерти короля в 1774 году новый монарх Людовик XVI восстановил его.
В компетенцию парламента Бретани, как и других французских парламентов Старого режима, входили, прежде всего, апелляции по гражданским делам, включая наследственные, экономические, налоговые. В XVIII веке реннский суд единым фронтом с сословиями (провинциальными штатами) Бретани всё более склонялся в сторону оппозиции Парижу, стремясь отстоять от королевской власти «древние вольности» Бретани. В 1788 году бретонские судьи выступили против экономических эдиктов Людовика XVI и отказались послать депутатов в Генеральные штаты (с открытия которых началась Великая французская революция).
3 февраля 1790 года Национальное собрание Франции ликвидировало бретонский парламент, выступавший рьяным защитником привилегий дворянства. При Наполеоне I в Ренне был создан апелляционный суд, который уже 200 лет заседает в историческом здании парламента.